# شتکلنبرگ
شتکلنبرگ (به آلمانی: Stecklenberg) یک منطقهٔ مسکونی در آلمان است که در تاله واقع شده‌است. شتکلنبرگ ۶۶۳ نفر جمعیت دارد.